# José Cándido Piñol y Batres
José Cándido Piñol y Batres (Ciudad de Guatemala, 2 de febrero de 1878 – 27 de julio de 1970) fue un sacerdote y obispo guatemalteco que se desempeñó como Obispo de Granada, entre 1913 a 1915.

## Biografía
Fue ordenado sacerdote el 2 de marzo de 1901, tras estudiar en el Pío Latinoamericano de Roma. 
Fue electo obispo el 10 de diciembre de 1913, fue consagrado por el delegado pontificio Juan Cagliero el 22 de marzo de 1914, en San José, Costa Rica.
Toma posesión el 24 de abril de 1914, carecía de casa propia además la Iglesia Catedral se encontraba en construcción. 
No duro más de siete meses ejerciendo su dignidad episcopal en la diócesis, pues el 29 de octubre de ese mismo año renunció a la misma.
Según expresa en su carta de renuncia fue el clima incompatible con su salud a la que afectaba la razón principal de su decisión. Por esas circunstancias paso dos largas temporadas fuera de la ciudad de Granada.
El 2 de octubre de 1914 dejó el gobierno eclesiástico de Granada al vicario general Rafael Otón Castro Jiménez, quien pasaría a ser el primer arzobispo de San José, Costa Rica. 
Su renuncia fue aceptada el 10 de julio de 1915, pasando a ser Obispo Titular de Phacellis.
Retorno a su país Guatemala, ahí se dedicó a predicar, concitando a la resistencia cívica contra Estrada Cabrera; en consecuencia fue encarcelado. Caído Estrada Cabrera y optando por la vida seglar, marchó a París. La Santa Sede lo llamo para confiarle un cargo, él desoyó la oferta y con los años solicitó ser admitido en un convento franciscano en Montevideo.
Falleció el 27 de julio de 1970 en la ciudad de Sete (Occitanie), Francia por causas naturales.